# TOZ-34
A TOZ-34 (em russo:  ТОЗ-34) é uma espingarda de cano duplo soviética.

## História
A TOZ-34 é produzida e vendida pela Tulsky Oruzheiny Zavod desde 1964. Em 1965, a espingarda recebeu a medalha de ouro da Feira de Leipzig.
Em 1967, o preço de uma TOZ-34 padrão era de 150 a 160 rublos. Além disso, desde a década de 1960, essas espingardas passaram a ser vendidas para o exterior.
Em 1970, a TOZ-34 e a TOZ-34E receberam o Selo de Qualidade Estatal da URSS. Em 1972, a espingarda foi premiada com a Medalha de Ouro em Paris.
Em 1974, foram fabricadas as primeiras espingardas experimentais TOZ-34 calibre 28 e 32. Após a conclusão de todos os testes, elas foram oficialmente apresentadas em exposições em Petrozavodsk e Iakutsk em 1976. No outono de 1976, a Fábrica de Armamentos de Tula iniciou a produção em série de espingardas TOZ-34 calibre 28.
Em 1977, a TOZ-34 e a TOZ-34E estavam entre as dez espingardas de caça mais comuns na União Soviética.
Desde 1982 começou a produção de armas combinadas baseadas no projeto da TOZ-34 (TOZ-34-5,6/20 e TOZ-34-5,6/28), embora apenas um pequeno número delas tenha sido feito e vendido para caçadores até julho de 1987.
Em 1985, a IZh-27 e a TOZ-34 eram as espingardas de caça mais comuns na União Soviética.
Em abril de 1987, foi anunciado que a Fábrica de Armamentos de Tula iniciaria a produção em massa da nova espingarda TOZ-84, que substituiria as armas TOZ-34, TOZ-55 e TOZ-57. No entanto, após a queda da União Soviética e a crise econômica da década de 1990 na Federação Russa, a TOZ decidiu descontinuar a produção da TOZ-84 e continuar a produção da TOZ-34.
Na década de 1990, os preços das armas de fogo aumentaram. Em setembro de 1994, o custo de uma nova espingarda TOZ-34 passou de 430 mil rublos para 1,4 milhão de rublos.
Mais de um milhão de espingardas TOZ-34 foram fabricadas.

## Projeto
A TOZ-34 é uma espingarda de cano liso, sem cão, com canos sobrepostos. Os canos são cromados e possuem estranguladores na extremidade da boca.
As TOZ-34 soviéticas possuem coronha e guarda-mão de nogueira, bétula ou faia.
As TOZ-34-5,6/20 e TOZ-34-5,6/28 podem ser equipadas com mira óptica PO-2,5x20 (ПО-2,5х20) ou PO-1 (ПО-1).

## Variantes
- TOZ-34 (ТОЗ-34) - variante padrão,[2][11] 3,15 kg.[1]
- TOZ-34E (ТОЗ-34Е) - variante com extrator,[11] desde 1968, 3,2 kg.[10][1][17]
- TOZ-34ER (ТОЗ-34ЕР) - TOZ-34E com almofada de recuo de borracha na coronha.[2][1]
- TOZ-34R (ТОЗ-34Р) - TOZ-34 com almofada de recuo de borracha na coronha.[11][2][1]
- TOZ-34-5,6/20 (ТОЗ-34-5,6/20) - arma combinada de canos sobrepostos com um cano raiado .22 LR sobre um cano liso calibre 20.[11][1] Foi anunciada em março de 1980.[16]
- TOZ-34-5,6/28 (ТОЗ-34-5,6/28) - arma combinada de canos sobrepostos com um cano raiado .22 LR sobre um cano liso calibre 28.[11][1] O primeiro protótipo de teste foi produzido em 1980.[16]
- TOZ-34-1 (ТОЗ-34-1) - espingarda de tiro único, desde 1995.[18]

## Operadores
- União Soviética - era permitida como arma de caça civil.[5]
- Áustria[5] - número desconhecido de espingardas foram vendidas como armas de caça civis.
- Bielorrússia - é permitida como arma de caça civil.[19]
- Moldávia - é permitida como arma de caça civil.[20]
- República Popular da Polônia[5]
- Rússia - elas estavam no território da RSFSR nos tempos soviéticos,[5] agora são permitidas como armas de caça civis.[21]
- Suécia[5]
- Alemanha Ocidental[5]
- Iugoslávia[5]

## Exibições em museu
- As espingardas TOZ-34 e TOZ-34E estão na coleção do Museu de Armas do Estado de Tula, no Kremlin de Tula.[4]